# Furcy Houdet
Pour les articles homonymes, voir Houdet.
Furcy-Marie-Paul Houdet, né le 19 mars 1927 à Nantes et mort le 12 novembre 2023 à Biarritz,, est un général d'armée français (5 étoiles).

## Biographie
Né le 19 mars 1927 à Nantes (Loire-Atlantique) de Charles Houdet, officier de dragons, et de Carmen Courbon de Saint-Genest, et ancien élève du Prytanée national militaire puis de l'école spéciale militaire de Saint-Cyr, promotion Général Frère (1948-1950), Furcy Houdet a servi en Extrême-Orient et en Algérie. 
De 1972 à 1974, il commande le 12e régiment de cuirassiers et, en 1978, il commande l'École nationale des sous-officiers d'active (ENSOA) à Saint-Maixent (Deux-Sèvres). En 1981, le général Houdet commande la 10e division blindée et la 63e division militaire territoriale, avant d'être nommé, en 1983, adjoint du général gouverneur militaire de Strasbourg et commandant la Ire armée. Le général Houdet commande le 2e corps d'armée et les Forces françaises en Allemagne (1984-1987).
Il est élevé aux rang et appellation de général d'armée le 15 janvier 1986,.
Il est le père des généraux Christian et Brice Houdet.

## Décorations
|  |  |  |

### Intitulés
- Grand officier de la Légion d'honneur
- Grand-croix de l'ordre national du Mérite[5]
- Croix de la Valeur militaire